# Chiesa di Sant'Antonio Abate (Gallarate)
La chiesa di Sant'Antonio Abate è una chiesa posta nel centro storico di Gallarate.
È di piccole proporzioni ed oggi appare quasi "sommersa" dai palazzi adiacenti.

## Storia
Si hanno poche notizie sulle origini di questa chiesa che probabilmente fu costruita sui resti di una precedente. Tuttavia si sa con certezza che già nel XV secolo esisteva in questo luogo un oratorio detto appunto oratorio di Sant'Antonio. Nella seconda metà del XVIII secolo la chiesa venne rifatta totalmente, sino ad assumere le linee architettoniche attuali, ispirate ad un barocco misurato ed armonioso. Nel 1962 vennero eseguiti lavori di abbellimento e restauro volti principalmente ad evitare che la chiesa si deteriorasse eccessivamente, fu inoltre abbattuto il campanile e venne aperta un'altra facciata sul lato opposto a quella originaria.